# John Forgeham
John Forgeham (Kidderminster, 1941. május 14. – Worthing, 2017. március 10.) angol színész.

## Filmjei

### Mozifilmek
- Az olasz meló (The Italian Job) (1969)
- Két Balláb az ezredben - avagy: Hogyan járultam hozzá Hitler bukásához (Adolf Hitler: My Part in His Downfal) (1973)
- Sheena, a dzsungel királynője (Sheena) (1984)
- Nyomozás Krisztus holtteste után (L’inchiest) (1987)
- Egy lövés a fejbe, öt a testbe (The Young Americans) (1993)
- Rég nem látott kedves (Remember Me?) (1997)
- A sárkány csókja (Kiss of the Dragon) (2001)
- Gépállat SC (Mean Machine) (2001)

### Tv-filmek
- Első számú gyanúsított (Prime Suspect) (1991)
- A középcsatár (All in the Game) (1993)

### Tv-sorozatok
- Meghökkentő mesék (Tales of the Unexpected) (1980, egy epizódban)
- Szűkülő körök (Ever Decreasing Circles) (1984, egy epizódban)
- Baleseti sebészet (Casualty) (1986, 1997, két epizódban)
- Robin Hood legújabb kalandjai (The New Adventures of Robin Hood) (1997, egy epizódban)
- Futballistafeleségek (Footballers' Wives) (2002–2004, 21 epizódban)
- Doktorok (Doctors) (2012, egy epizódban)